# مرب (صنعاء)

تعديل مصدري - تعديل

مرب هي إحدى قرى الجمهورية اليمنية. تتبع جغرافيا لمحافظة صنعاء وإداريًا لمديرية بني حشيش. يبلغ تعداد سكانها 1338 نسمة حسب الإحصاء الذي أجري عام 2004.